# Roc de la Mula
El Roc de la Mula és una muntanya de 1.011 metres que es troba al municipi d'Odèn, a la comarca del Solsonès.